# Pristimantis bicolor
Espèce
Synonymes
- Eleutherodactylus bicolor Rueda-Almonacid & Lynch, 1983

Statut de conservation UICN

 VU B1ab(iii) : Vulnérable
Pristimantis bicolor est une espèce d'amphibiens de la famille des Craugastoridae.

## Répartition
Cette espèce est endémique du versant Ouest de la cordillère Orientale en Colombie. Elle se rencontre dans les départements de Cundinamarca, de Boyacá et de Santander entre 1 750 et 2 400 m d'altitude dans la forêt de nuage.

## Publication originale
- Rueda-Almonacid & Lynch 1983 : Una nueva especie de Eleutherodactylus (Amphibia: Leptodactylidae) para la Cordillera oriental de Colombia. Lozania, vol. 42, p. 1-6.